# Станко Костић
Станко Костић (Пожаревац, 1964) српски је фотограф. На ликовну сцену Србије ступио је својим Фотографијама још од школских дана. Излагао је на више на око 150 колективних и самосталних изложби у Србији и иностранству. Добитник је бројних награда и признања. Члан је Фото савеза Србије. Живи и ствара у Београду.

## Живот и каријера
Рођен је у Пожаревцу 7. марта 1964. године. Основну и средњу школу завршио је у Петровцу на Млави. У Београду је завршио студије информатике.
Фотографијом се бави од школских дана, и од тада сву своју делатност свестрано је посветио фотографији, посебно њеним документарним вредностима, које су га усмеравале ка „непресушној теми завичајних прича, заборављених предела настањених оронулим кућама, насељеним старим људима и њиховим древним занимањима”.
Излагао је на око 100 колективних и око 50 самосталних изложби у земљи и иностранству (Етнографски музеј у Београду, Конак кнегиње Љубице, Руски дом у Београду, Галерија науке и технике САНУ, Палата Савета Европе у Стразбуру, Институт антропологије и етнологије у Варшави, Музеј народне уметности у Отрембусима код Варшаве, Музеј „Старо село” у Сирогојну ...).
Станко Костић је своје фотографије и репортаже објавио и у многим часописима (ЈАТ ревија, Политикин магазин, Лиса, Илустована политика, Slowo YU Polonii...), књигама, монографијама и тематским календарима. 
Бави се и културом и традицијом Србије, црквеном уметношћу изван Србије (Сент Андреја и Румунија, Манастир Хиландар), родног краја - долине реке Млаве, Хомоља и истраживањем развоја црквене уметности на тлу Браничевске епархије.
Живи и ствара у Београду, у браку са супругом Снежаном, са којом има две ћерке: Јелену и Александру. Члан је Фото савеза Србије.

## Дело
Костићев уметнички опус првенствено је окренут ка темама из природе коју жели да представи као њен истински заљубљеник. 
Бележећи пределе од Хомоља преко равнице до Подунавља, приближио је људима особеност тих крајева. Реке, воде, слапови и потоци који са његових фотографија исијавају најчистијом лепотом и богатством земље Србије, истовремено подсећају на њихову угроженост и слабост пред индустрализацијом савременог друштва. Кроз циклусе „Стари занати” и „Народно градитељство” успео је да отргне од заборава и сачува аутентичност и изворност домаће традиције. Костић више од две деценије својим објективом бележи народне обичаје, пре свега, источне Србије. Својим радом и разноврсношћу кроз фотографско бележење фолклорне традиције, народног градитељства и старих заната спровео је етнографску студију наслеђа источне Србије кроз призму уметничке фотографије. Такође, његова посвећеност црквеној уметности изродила је драгоцене документарне фотографије живописа, иконописа и архитектуре многих манастира и храмова Српске православне цркве.
У свакој уметничкој фотографији, Станко Костић, ма којом темом да се бавио, осим апсолутног уметничког израза и занатског умећа, уткао је и знање али и сопствено истраживање о ономе што је фотоапаратом забележио. 
| „ | Стога су његове фотографије много више од пуког уметничког израза. То су уметничке забелеке вредног хроничара домаће традиције. | ” |

- Део слика са Костићеве изложбе у Галерије науке и технике САНУ: „Лепота пећина источне Србије - милиони година тиховања и стварања” (2017)

У Галерији РТС од 28. децембра 2021. до 31. јануара 2022. године изложен је део фотографија Станка Костића из опуса „Моја Србија", реализован једним делом уз подршку Делегације Европске уније у Србији. На овој изложби Станко Костић промовише природне лепоте и богато културно наслеђе Србије. Представљени експонати са изложбе фотографија Костића после ове изложбе биће уступљени на поклон Радио Београду ради ликовног уређења простора ове медијске куће.
У Галерији науке и технике САНУ, октобра 2023. године Станко Костић је кроз фотографије  представити архитектонско наслеђе,  умеће тадашњих мајстора у градњи цркви брвнара на тлу Србије и утицај градитеља из Осата преко Дрине и мајстора из Призрена, који су се доселили у сеобама са југа Србије. Костић на овим сликама приказује и велики историјски значај ових светиња, и део иконописа који је затечен у црквама брвнарама, чији су аутори путујући зографи и српски иконописци тога времена.

## Легат Станка Костића
Легат „Станка Костића” који се чува у оквиру ликовне збирке у Завичајном музеју у Петровцу на Млави чине 52 документарно - уметничке фотографије из различитих циклуса Костићевог стваралаштва, које је уметник завештао овој културној установи. Као мотив завештања аутор је навео хтење да његов рад постане музејско сведочанство о његовом преданом залагању да крај око Петровца на Млави буде издигнут и представљен у свој његовој лепоти и сведочи о старим занатима који полако нестају, народном грађевинарству у руралним срединама, природним лепотама и природним добрима Браничевског округа, народним обичајима и веровањима Срба и Влаха и источној Србији.
| „ | Формирање Легата представља полазну тачку за даље прикупљање и проучавање ликовног рада Станка Костића, који је свој уметничко-истраживачки рад верификовао кроз многобројне награде и признања на домаћим и светским изложбама. | ” |

## Изложбе
Станко Костић је имао је више од 60 самосталних изложби у земљи и иностранству, међу којима су значајније
- 2012. Пожаревац, „Хиландар 2011” Народни музеј
- 2017. Београд, „Лепота пећина источне Србије - милиони година тиховања и стварања”, Галерији науке и технике САНУ
- 2019. Београд,  изложба фотографија „Прича о воденици – Од кола до турбине“ Галерија науке и технике САНУ.[9]
- 2019. Београд, „Орнамент, знакови и украси на кућама Браничева”,  Етнографски музеј
- 2021. Београд, „Ћилим – пут нити“, Галерија науке и технике САНУ
- 2021/2022. Београд,  „Моја Србија”, мала Галерија РТС.
- 2021/2022. Београд,  Изложба фотографија „Прича о воденици – Од кола до турбине“
- 2023. Београд, Изложба фотографија „Цркве брвнаре”, Галерији науке и технике САНУ.[7][10]

- Део слика са Костићеве изложбе у Етнографском музеју Београд:„Орнамент, знакови и украси на кућама Браничева” (2019)

## Признања
Добитник је бројних награда и признања, од којих су значајнија: 
- Две годишње награде УЛУПУДС-а,
- Признање „4. јун” општине Петровац на Млави,
- Прва награда за колекцију слајдова и колекцију фотографија на Међународном салону ЖИСЕЛ, Грамата Епархије браничевске ...).